# DECnet
DECnet is een verzameling netwerkprotocollen ontworpen door Digital Equipment Corporation (DEC). DECnet werd oorspronkelijk geïntroduceerd in 1975 om twee PDP-11-minicomputers met elkaar te verbinden en evolueerde daarna tot een van de eerste peer-to-peer-netwerkarchitecturen, waardoor DEC in de jaren tachtig een belangrijke speler werd op het vlak van computernetwerken. DECnet bestond aanvankelijk uit drie lagen maar werd in 1982 een zevenlaags OSI-compatibel netwerkprotocol.
DECnet maakte vanaf het begin deel uit van OpenVMS, het besturingssysteem van DEC voor zijn VAX-minicomputers. Later porteerde DEC het naar Ultrix, OSF/1 (later Tru64), evenals Apple Macintosh en IBM PC met varianten van DOS, OS/2 en Microsoft Windows onder de naam PATHWORKS, waardoor deze systemen een verbinding konden maken met DECnet-netwerken van VAX-machines als eindknooppunten.
Alhoewel de DECnet-protocollen volledig door Digital Equipment Corporation werden ontworpen, waren DECnet Fase II (en later) open standaarden met gepubliceerde specificaties en werden er buiten DEC verschillende implementaties ontwikkeld, waaronder die voor FreeBSD en Linux. DECnet-code in de Linux-kernel werd sinds februari 2010 niet meer onderhouden en is in augustus 2022 verwijderd.

## Geschiedenis
DECnet verwijst naar specifieke hardware en software die de DIGITAL Network Architecture (DNA) implementeren. De DIGITAL Network Architecture bestaat uit een reeks documenten die de netwerkarchitectuur in het algemeen definiëren, de specificaties voor elke laag van de architectuur specificeren en de protocollen beschrijven die binnen elke laag gebruikt worden. Hoewel analysetools voor netwerkprotocollen de neiging hebben om alle protocollen van DIGITAL te categoriseren als "DECnet", zijn niet-gerouteerde DIGITAL-protocollen zoals LAT, SCS, AMDS en LAST/LAD strikt genomen geen DECnet-protocollen en maken ze geen deel uit van de DIGITAL-netwerkarchitectuur.
De geschiedenis van DECnet is onlosmakelijk verbonden met de ontwikkeling van DNA. DIGITAL publiceerde zijn eerste DNA-specificatie in het begin van de jaren zeventig, ongeveer op hetzelfde moment dat IBM zijn Systems Network Architecture (SNA) uitbracht. Beide waren in de jaren tachtig sterk vertegenwoordigd in bedrijfsnetwerken en er woedde een hevige onderlinge concurrentie.
De ontwikkeling van DNA heeft de volgende fases gekend:

### 1970-1980
Fase I (1974): ondersteuning beperkt tot twee PDP-11-minicomputers met het RSX-11-besturingssysteem of een klein aantal PDP-8-minicomputers met het RTS-8-besturingssysteem, met communicatie via point-to-pointverbindingen (DDCMP) tussen knooppunten.
Fase II (1975): ondersteuning voor netwerken van maximaal 32 knooppunten met verschillende implementaties die met elkaar kunnen samenwerken. DNA-implementaties waren beschikbaar voor RSTS/E, TOPS-10, TOPS-20 en VAX/VMS, waarbij de communicatie tussen computers nog steeds beperkt was tot alleen point-to-point-verbindingen. Introductie van het downloaden van bestanden (MOP) en bestandsoverdracht met behulp van File Access Listener (FAL), bestandstoegang op afstand met behulp van Data Access Protocol (DAP) en netwerkbeheerfuncties.
Fase III (1980): ondersteuning voor netwerken van maximaal 255 knooppunten met 8-bits adressen, via point-to-point- en multi-drop-links. Introductie van adaptieve routeringsmogelijkheden en van gateways naar andere soorten netwerken, waaronder SNA en X.25.

### 1981-1986
Fase IV en Fase IV+ (1982): fase IV was aanvankelijk alleen beschikbaar voor RSX-11- en VMS-systemen, later werden ook TOPS-20, TOPS-10, ULTRIX, VAXELN en RSTS/E ondersteund. Ondersteuning voor netwerken van maximaal 64.449 knooppunten (63 areas van 1023 nodes) met 16-bits adressen, datalinkmogelijkheden uitgebreid tot niet louter DDCMP maar ook met Ethernet local area network-ondersteuning als het datalinkprotocol bij uitstek, uitgebreide adaptieve routeringsmogelijkheden met hiërarchische routering, VMScluster-ondersteuning en hostservices (CTERM). Met CTERM kon een gebruiker vanop een computer op afstand inloggen op een andere computer, vergelijkbaar met Telnet in de TCP/IP-protocolstack. Digital bracht ook PATHWORKS uit, dat een groot deel van DECnet Fase IV voor DOS en voor 16- en 32-bits Microsoft Windows-platforms implementeerde (tot Windows Server 2003).
Verbeteringen aan DECnet Fase IV resulteerden uiteindelijk in DECnet Fase IV+, hoewel systemen met dit protocol volledig compatibel bleven met DECnet Fase IV-systemen.
| DECnet Fase IV protocollen | DECnet Fase IV protocollen                                                                    |
| -------------------------- | --------------------------------------------------------------------------------------------- |
| Toepassingslaag            | - DAP: Data Access Protocol - CTERM: Command Terminal                                         |
| Netwerkbeheer              | - NICE: Network Information (and) Control Exchange - MOP: Maintenance Operations Protocol     |
| Sessielaag                 | SCP: Session Control Protocol                                                                 |
| Transport                  | NSP: Network Service Protocol                                                                 |
| Network                    | DRP: DECnet Routing Protocol                                                                  |
| Data link                  | - DDCMP: Digital Data Communications Message Protocol - Ethernet, Token Ring, HDLC, FDDI, ... |
| Physical                   | Ethernet, Token Ring, FDDI, ...                                                               |

### 1987 en later
Fase V en Fase V+ (1987): ondersteuning voor zeer grote netwerken met een onbeperkt aantal knooppunten, een nieuw netwerkbeheermodel, lokale of gedistribueerde naamservice, verbeterde prestaties ten opzichte van fase IV. Overstap van een eigen netwerk naar een Open Systems Interconnection (OSI) door integratie van ISO-standaarden om connectiviteit van meerdere leveranciers en compatibiliteit met DNA Fase IV te bieden, wat resulteerde in een hybride netwerkarchitectuur (DNA en OSI). Op transportniveau zijn er transparante koppelingen naar TCP/IP toegevoegd via de IETF RFC 1006 (OSI over IP) en RFC 1859 (NSP over IP) standaarden.
Later werd het omgedoopt tot DECnet/OSI om de OSI-interconnectiviteit te benadrukken en vervolgens tot DECnet-Plus toen de TCP/IP-protocollen opgenomen werden.